# Qoutlou Arslan
Qoutlou Arslan (en géorgien : ყუთლუ არსლანი) est un homme politique et un homme d'État géorgien du XIIe siècle, parfois comparé à Simon de Montfort pour sa rébellion, vers 1184, contre un pouvoir royal absolu.
Issu des Qiptchaks de Géorgie, Qoutlou-Arslan, était le metchourtchletoukhoutsessi (en géorgien : მეჭურჭლეთუხუცესი, chef de ceux qui font la vaisselle) des rois Georges III et sa fille Tamar. Son poste fut par la suite attribué à Kakhaber Vardanisdze, en raison de son soulèvement contre le gouvernement du roi Thamar.
Il mène un parti de nobles et de citoyens proposant une idée d'un pouvoir royal limité par un organe législatif de type parlementaire, qui consisterait de deux chambres : le Darbazi (littéralement, le « hall »), une assemblée qui se rencontrerait occasionnellement pour suivre les développements du royaume ; et le Karavi (littéralement, un « campement »), une législature en session permanente. La dispute entre le « Parti du Karavi » et celui du pouvoir royal absolu s'achève avec l'arrêt de Qoutlou Arslan. En représailles, ses partisans entrent en rébellion et marchent sur le palais de la reine. Tamar accepte de relâcher le dirigeant de l'opposition, mais ses idées ne seront jamais réalisées.